# Katholieke Universiteit van Portugal
De Katholieke Universiteit van Portugal (Portugees: Universidade Católica Portuguesa - UCP) is een katholieke universiteit in Portugal met hoofdvestiging in Lissabon en drie regionale centra in Porto, Braga en Viseu.

## Geschiedenis
De UCP werd in 1967 opgericht middels een decreet van de Heilige Stoel (Lusitanorum nobilissima gens) op verzoek van de Portugese bisschoppenconferentie en onder de concordaatwet. Het eerste onderdeel was de Faculteit Wijsbegeerte in Braga die reeds in 1947 door de jezuïeten was gesticht. In 1968 werd in Lissabon een theologische faculteit geopend. De officiële erkenning van de UCP door de Portugese regering vond plaats in 1971, waarbij de Katholieke Universiteit werd erkend als gelijkwaardig met de andere Portugese universiteiten. In 1978 werd uitgebreid naar Porto. In 1982 bezocht paus Johannes Paulus II de campus in Lissabon en zegende de eerste steen van de universiteitsbibliotheek.

## Campussen

### Lissabon

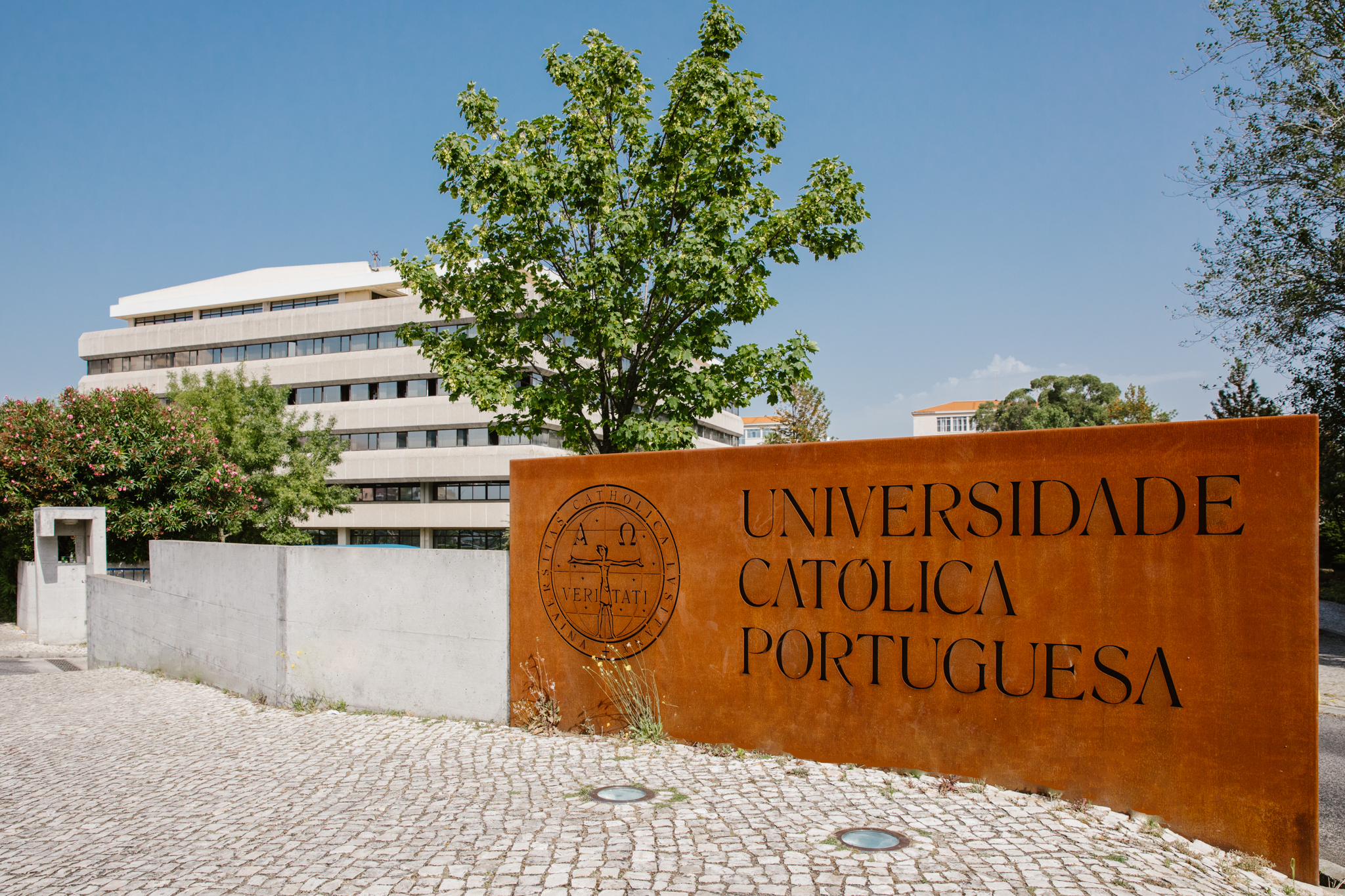
De hoofdvestiging te Lissabon

- Católica Lisbon School of Business & Economics
- Faculteit Menswetenschappen
- Faculteit Rechtsgeleerdheid
- Theologische Faculteit
- Instituut voor Gezondheidswetenschappen
- Instituut voor Politieke Studies
- Instituut voor Religiestudies

### Porto
- Católica Porto Business School
- School der Kunsten
- Hogeschool voor Biotechnologie
- Faculteit Rechtsgeleerdheid
- Faculteit Pedagogiek en Psychologie
- Theologische Faculteit
- Instituut voor Bio-ethiek
- Instituut voor Gezondheidswetenschappen

De diverse onderdelen zijn gevestigd in Foz do Douro en op Pólo II waar ook een groot deel van de Universiteit van Porto zich bevindt.

### Braga
- Faculteit Wijsbegeerte en Sociale Wetenschappen
- Theologische Faculteit

### Viseu
- Faculteit Tandheelkunde
- Instituut voor Gezondheidswetenschappen

Barcelona (Pompeu Fabra) ·
Berlijn (FU) ·
Bologna ·
Genève (IHEID) · 
Helsinki ·
Kopenhagen ·
Krakau ·
Leiden ·   
Leuven ·
Lissabon ·
Luxemburg ·
Madrid (Complutense) ·
München ·
Oxford · 
Parijs (Panthéon-Sorbonne) · 
Praag · 
St Andrews